# The Halal Guys
The Halal Guys é uma franquia de restaurantes de fast casual halal que começou como food truck nas esquinas sudeste e sudoeste da 53rd Street e da Sixth Avenue em Manhattan, Nova Iorque. Novos locais, tanto carrinhos de comida quanto lojas, estão sendo adicionados em Nova Iorque (incluindo uma loja na 14th Street com a Second Avenue) e em todo o mundo.
A franquia é mais conhecida por seu prato principal, que é um prato de carne de frango ou gyro com arroz, embora também sirva um sanduíche de frango ou gyro wrap.

## História
O Halal Guys foi fundado em 1990 pelos egípcio-americanos Mohamed Abouelenein, Ahmed Elsaka e Abdelbaset Elsayed como um carrinho de cachorro-quente localizado na esquina sudeste da 53rd Street com a Sixth Avenue.  Abouelenein, no entanto, acreditava que um cachorro-quente não era uma refeição satisfatória e mudou para o cardápio atual de frango, carne de gyro, arroz e pita em 1992. Como resultado, os motoristas de táxi muçulmanos da cidade de Nova Iorque se reuniram ao carrinho por sua capacidade de oferecer uma refeição halal rápida e relativamente barata. À medida que o boca a boca se espalhava por meio desses motoristas de táxi, os operadores criaram o prato de assinatura, um prato de frango e arroz que se popularizou na comunidade muçulmana da cidade.
O carrinho causou um declínio na popularidade dos vendedores de cachorro-quente na cidade de Nova Iorque e influenciou muitos food trucks.
Um carrinho chamado “New York's Best Halal Food” também está localizado na esquina sudoeste da 53rd Street com a Sixth Avenue. Não se sabe qual carrinho foi localizado primeiro no cruzamento.
Em 28 de outubro de 2006, uma briga que começou na fila terminou com Ziad Tayeh, de 23 anos, esfaqueando e matando Tyrone Gibbons, de 19 anos. A briga começou depois que um acusou o outro de furar a fila. Mais tarde, Tayeh foi considerado inocente, pois o júri considerou que ele agiu em legítima defesa. O New York Times informou certa vez que os proprietários haviam contratado seguranças.
O The Halal Guys doou US$ 30.000 para a LaGuardia Community College em 2016, com o dinheiro financiando bolsas de estudo para alunos com dificuldades financeiras.

## Comida
O Halal Guys serve pratos e sanduíches “halal americanos”, preparados com ingredientes como frango, carne de gyros, faláfel e arroz. O sabor foi descrito como uma mistura complexa de sabores originários do Mediterrâneo e do Oriente Médio. O Halal Guys também serve um condimento de molho branco que os clientes citam como favorito e foi descrito como “famoso”.  Um “primo distante do tzatziki”, o molho branco do Halal Guys foi objeto de várias recriações com base nos ingredientes dos pacotes para viagem, mas sem sucesso. Um condimento semelhante é encontrado em todos ou na maioria dos outros carrinhos halal na cidade de Nova Iorque, mas a receita provavelmente varia de carrinho para carrinho. O Halal Guys também prepara um molho vermelho picante.

## Franquia
Em junho de 2014, a Halal Guys contratou a Fransmart, uma empresa de desenvolvimento de franquias que havia trabalhado anteriormente com a Qdoba Mexican Grill e a Five Guys e havia vendido 350 franquias até março de 2016. No primeiro ano de lançamento de sua campanha de expansão de franquias, eles fecharam negócios para a Califórnia; Nova Jérsia; Connecticut; Virgínia; Washington, D.C.; Houston e Austin, Texas; Chicago, Illinois, bem como negócios internacionais para o Canadá, Filipinas, Malásia e Indonésia.